# 西屋太志
西屋 太志（にしや ふとし、1981年または1982年 - 2019年7月18日）は、日本の男性アニメーター、キャラクターデザイナー。京都アニメーション所属。妻子あり。

## 来歴
広島県立御調高等学校を経て大阪府の専門学校で学んだ後、2001年に京都アニメーションに入社。2003年『犬夜叉』にて初原画。その後、2006年『涼宮ハルヒの憂鬱』の第10話「涼宮ハルヒの憂鬱 IV」で初作画監督を務める。
2011年『日常』にてテレビシリーズでは自身初となるキャラクターデザインを担当。翌2012年には米澤穂信の推理小説を原作とする『氷菓』にて、キャラクター原案・デザインを手がけた。
2019年7月18日に京都アニメーション放火殺人事件が発生して間もない頃から安否不明であることが報道されていたが、7月27日に中国新聞によって訃報が伝えられ、8月2日に京都府警察によって正式に死亡が公表された。遺体は屋上階段で発見された。満37歳没。

## 参加作品

### テレビアニメ
2003年
- 犬夜叉（-2004年、原画、動画）
- フルメタル・パニック? ふもっふ（原画（第8話））

2005年
- AIR（原画（第1・7・10話・特別編）、OP原画）
- フルメタル・パニック! The Second Raid（原画（第1・8・12・13話））

2006年
- 涼宮ハルヒの憂鬱（作画監督（第7・10話）、原画（第2・7・10・12話）、OP原画）
- Kanon（-2007年、作画監督（第2・8・14・20話）、原画（第14・24話）、OPED原画）

2007年
- らき☆すた（作画監督（第2・8・15・22話）、原画（第2・8・16・22・24話））
- CLANNAD（-2008年、作画監督（第4・10・16・22話）、原画（第4・10・16・18・22話）、OP原画）

2008年
- CLANNAD 〜AFTER STORY〜（-2009年、作画監督（第5・9・14・20話）、原画（第9・14・20話）、OP原画）

2009年
- けいおん!（作画監督（第2話）、原画（第2話））
- 涼宮ハルヒの憂鬱（2009年版）（総作画監督、作画監督（第8・13話）、作画監督補佐（第24話）、OPED作画監督、ED原画）

2010年
- けいおん!!（作画監督（第4・10・22話）、原画（第4・10・16・22話）、全OP原画）

2011年
- 日常（キャラクターデザイン、総作画監督、作画監督（第1・26話）、全OP作画監督、全ED作画監督）

2012年
- 氷菓（キャラクター原案・デザイン、総作画監督、作画監督（第1・22話）、全OP作画監督、全ED作画監督）
- 中二病でも恋がしたい！（作画監督（第8話））

2013年
- たまこまーけっと（作画監督（第2話）、原画（第1話））
- Free!（キャラクターデザイン、総作画監督、作画監督（第1・12話）、原画（第12話）、OPED作画監督）
- 境界の彼方（作画監督補佐（第9話））

2014年
- 中二病でも恋がしたい!戀（作画監督（第1・5・11話）、原画（第11話））
- Free!-Eternal Summer-（キャラクターデザイン、総作画監督、作画監督（第1・13話）、OPED作画監督）
- 甘城ブリリアントパーク（作画監督（第10話）、作画監督補佐（第6・12話））

2015年
- 響け!ユーフォニアム（作画監督（第7・14話）、原画（第7話））

2016年
- 響け!ユーフォニアム2（作画監督（第7・13話）、OPED作画監督）

2017年
- 小林さんちのメイドラゴン（作画監督（第8話））

2018年
- Free!-Dive to the Future-（キャラクターデザイン、総作画監督）
- ツルネ -風舞高校弓道部-（-2019年、作画監督（第9話））

### 劇場アニメ
2010年
- 涼宮ハルヒの消失（総作画監督）

2011年
- 映画けいおん!（作画監督補佐、原画）

2015年
- 劇場版 境界の彼方 -I'LL BE HERE- 未来編（総作画監督）
- 映画 ハイ☆スピード!-Free! Starting Days-（キャラクターデザイン、総作画監督）

2016年
- 劇場版 響け!ユーフォニアム〜北宇治高校吹奏楽部へようこそ〜（作画監督、原画）
- 映画 聲の形（キャラクターデザイン 、総作画監督）

2017年
- 劇場版 Free!-Timeless Medley-（キャラクターデザイン・総作画監督・作画監督）
- 特別版 Free!-Take Your Marks-（キャラクターデザイン・総作画監督・作画監督）

2018年
- リズと青い鳥（キャラクターデザイン・総作画監督・作画監督）

2019年
- 劇場版 響け!ユーフォニアム〜誓いのフィナーレ〜（総作画監督（池田晶子と連名））
- 劇場版 Free!-Road to the World-夢（キャラクターデザイン・総作画監督）

2021年
- 劇場版 Free!-the Final Stroke-（-2022年、キャラクターデザイン）

### OVA
2005年
- MUNTO 時の壁を越えて（原画）

2008年
- らき☆すたOVA（作画監督）

2011年
- 日常の0話（キャラクターデザイン・作画監督）

### Webアニメ
2009年
- 涼宮ハルヒちゃんの憂鬱（キャラクターデザイン）
- にょろーん ちゅるやさん（キャラクターデザイン）

2013年
- きょうかいのかなた アイドル裁判! 〜迷いながらも君を裁く民〜（作画監督（第1・2・3話））

### ライトノベル
- ハイ☆スピード!（イラスト、原作：おおじこうじ、KAエスマ文庫） - 『Free!』の原案にあたる。

### その他
- 京都アニメーションCM「水泳編」[19]

## 逸話
- 広島東洋カープの熱烈なファンで、京都アニメーションのスタッフブログでもたびたび言及していた[20]。
- 穏やかな性格で、先輩・後輩を問わず慕われていた。他の社員はよく褒める一方で、「俺はまだまだや」と言うのが口癖だった[21]。
- 「涼宮ハルヒの憂鬱」の第26話「ライブアライブ」において、涼宮ハルヒが唄っている場面の原画を全て担当し、山本寛は「彼は本当に上手かった」と称賛している[22]。
- 「聲の形」の製作において、監督の山田尚子と共に手話サークルに通って手話を学んだ[23]。